# 鍾慧冰
鍾慧冰（英語：Maria Chung Wai Bing，1957年1月21日—），香港演員、主持人、導演，1979年以香港小姐競選季軍之位進入演藝圈，現為公關公司老闆。

## 經歷
鍾慧冰生於上海，一歲跟父母到香港定居，十四歲移民美國，畢業於美國紐約大學經濟系，1979年回香港參選香港小姐榮獲季軍，隨即進入演藝圈，多年後轉向商界發展，現為公關公司老闆。

## 演藝作品

### 電視劇集
| 年份   | 劇名                         | 角色       |
| 1980年 | 無綫電視《歡樂群英》         | 野百合     |
| 1984年 | 香港電台《執法者：暴雨殘梅》 | 女警員     |
| 1989年 | 亞洲電視《愛情蝙蝠俠》       | Noel       |
| 1989年 | 亞洲電視《夜琉璃：人車戀》   |            |
| 1990年 | 香港電台《裁決：別有懷抱》   | 周少鳳     |
| 2022年 | ViuTV《野人老師》            | 玲姐       |
| 2024年 | ViuTV《島嶼協奏曲》          | 嚴曉樺母親 |

### 電影
| 年份   | 片名       | 角色   |
| 演出   |            |        |
| 1980年 | 邪鬥串     |        |
| 1981年 | I.Q.爆棚   | 女家長 |
| 1981年 | 摩登保鑣   |        |
| 1981年 | 煲車       |        |
| 1982年 | 血洗唐人街 |        |
| 1983年 | 舐血的日子 |        |
| 1984年 | 雙龍出海   |        |
| 1985年 | 花仔多情   |        |
| 1986年 | 冒牌大賊   |        |
| 1987年 | 呷醋大丈夫 |        |
| 1988年 | 殺之戀     |        |
| 2000年 | 江湖告急   | 冰冰   |
| 2016年 | 幸運是我   |        |
| 製片   |            |        |
| 1981年 | 龍咁威     |        |
| 1982年 | 血洗唐人街 |        |
| 1985年 | 小狐仙     |        |
| 1986年 | 我要金龜婿 |        |
| 策劃   |            |        |
| 1983年 | 盟         |        |
| 1984年 | 連體       |        |
| 副導演 |            |        |
| 1986年 | 我要金龜婿 |        |

### 電視節目主持
- 1980年 《歡樂今宵》（無綫電視）
- 1983年 《電光幻影》（香港電台電視部）
- 1987年 《話說運河》（亞洲電視）
- 1987年 《話說長江》（亞洲電視）
- 2013年 《一級重案》（有線娛樂台）
- 2013年 《新春搜神記》（有線娛樂台）
- 2013年 《1級重案·大查犯》（有線娛樂台）
- 2013年 《今日觀點孖人show》（有線娛樂台）
- 2015年 《娛樂熱辣辣》（有線娛樂台）
- 2016年 《2016 娛圈點算》（有線娛樂台）
- 2017年 《娛樂巴巴閉》（奇妙電視）
- 2018年 《我老友係明星》（奇妙電視）
- 2022年 《MM730 ～ Auntie 妳好》（ViuTV）
- 2024年 《今天只做一「健」事》（ViuTV）
- 2024年 《Auntie妳好東南亞玩番轉》（ViuTV）
- 2025年 《咁樣過年至正路》（ViuTV）

### 電台主持
- 1995年 《夜半迷鍾》（新城電台）
- 1998年 《XO三女將》（新城電台）

### 電視節目嘉賓
- 1994年 《江山如此多FUN》（TVB）
- 1995年 《霑沾自喜三十年》（TVB）
- 2001年 《百萬富翁》（ATV)
- 2005年 《百法百眾》第一輯（TVB）
- 2006年 《百法百眾》第三輯（TVB）
- 2008年 《選美風雲50年》（ATV）
- 2009年 《星星同學會》（TVB）
- 2009年 《至8女人心》（TVB）
- 2010年 《肥媽老友記》（ATV）
- 2011年 《智醒智勁四方城》（ATV）
- 2012年 《亞視百人》（ATV）
- 2018年 《喜出望外》（奇妙電視）
- 2021年 《阿女又戀嚟》（ViuTV）
- 2022年 《思家大戰》（TVB）

### 舞台演出
- 棟篤笑《雙辣妹之風波裏的姨媽 （页面存档备份，存于）》（伊利沙伯體育館）
- 2015年6月13-14日 《齋噏冇秘笈．我們的集體回憶．香港組曲2015 （页面存档备份，存于）》（牛池灣文娛中心劇院）
- 2015年7月1-2日 《齋噏冇秘笈．我們的集體回憶．香港組曲2015》（上環文娛中心劇院）
- 2015年9月29日 《齋嗡冇秘笈.香港組曲2015 第2章 香港跑第幾? （页面存档备份，存于）》（北角新光戲院大劇場）

## 廣告代言
- 2009年 《變靚D美容醫療中心 （页面存档备份，存于）》（肥媽、鍾慧冰）

## 外部連結
- 鍾慧冰在豆瓣上的资料（简体中文）
- 鍾慧冰在香港影庫上的簡介
- 鍾慧冰在时光网上的簡介（简体中文）
- 鍾慧冰 （页面存档备份，存于）在微博上的頁面

| 前任： 曾慶瑜 | 香港小姐競選季軍 1979年 | 繼任： 黃 靜 |